# Strandholm
Strandholm hed oprindeligt Lineslyst og er en lille sædegård. Gården ligger i Rødby Sogn, Fuglse Herred, Maribo Amt, Lolland Kommune, før 2007 Rødby Kommune.
Strandholm Gods er på 122 hektar

## Ejere af Strandholm
- (1873) L. D. Hansen
- (1873) Enke Fru Hansen
- (1873-1886) Edvard Meincke
- (1886-1889) Kreditkassen For Landejendomme I Østifterne
- (1889-1906) Frederik Salicath
- (1906-1911) Interessentskab
- (1911-1918) Søren Rasmussen
- (1918-1923) L. Messerschmidt
- (1923-1931) Hans Herløv Hansen
- (1931-1955) M. Vestergaard Danielsen
- (1955-1985) Ejnar Nørregaard
- (1985-1997) Ejnar Nørregaard / Hans Christian Nørregaard
- (1997-) Hans Christian Nørregaard